# Ilman Mukhtarov
Ilman Mukhtarov (ur. 29 maja 1996) – francuski zapaśnik walczący w stylu wolnym. Zajął dwudzieste miejsce na mistrzostwach świata w 2019 roku. 
Piąty w mistrzostwach Europy w 2024. Dziesiąty na igrzyskach europejskich w 2019. Piąty w indywidualnym Pucharze Świata w 2020. Brązowy medalista igrzysk śródziemnomorskich w 2018 i wojskowych MŚ w 2018. 
Trzeci na ME U-23 w 2018, 2019 i Europy kadetów w 2012 roku.
Mistrz Francji w 2014, 2015, 2018 i 2020; trzeci w 2017 roku.